# سوراخ‌کاری کلیتوریس

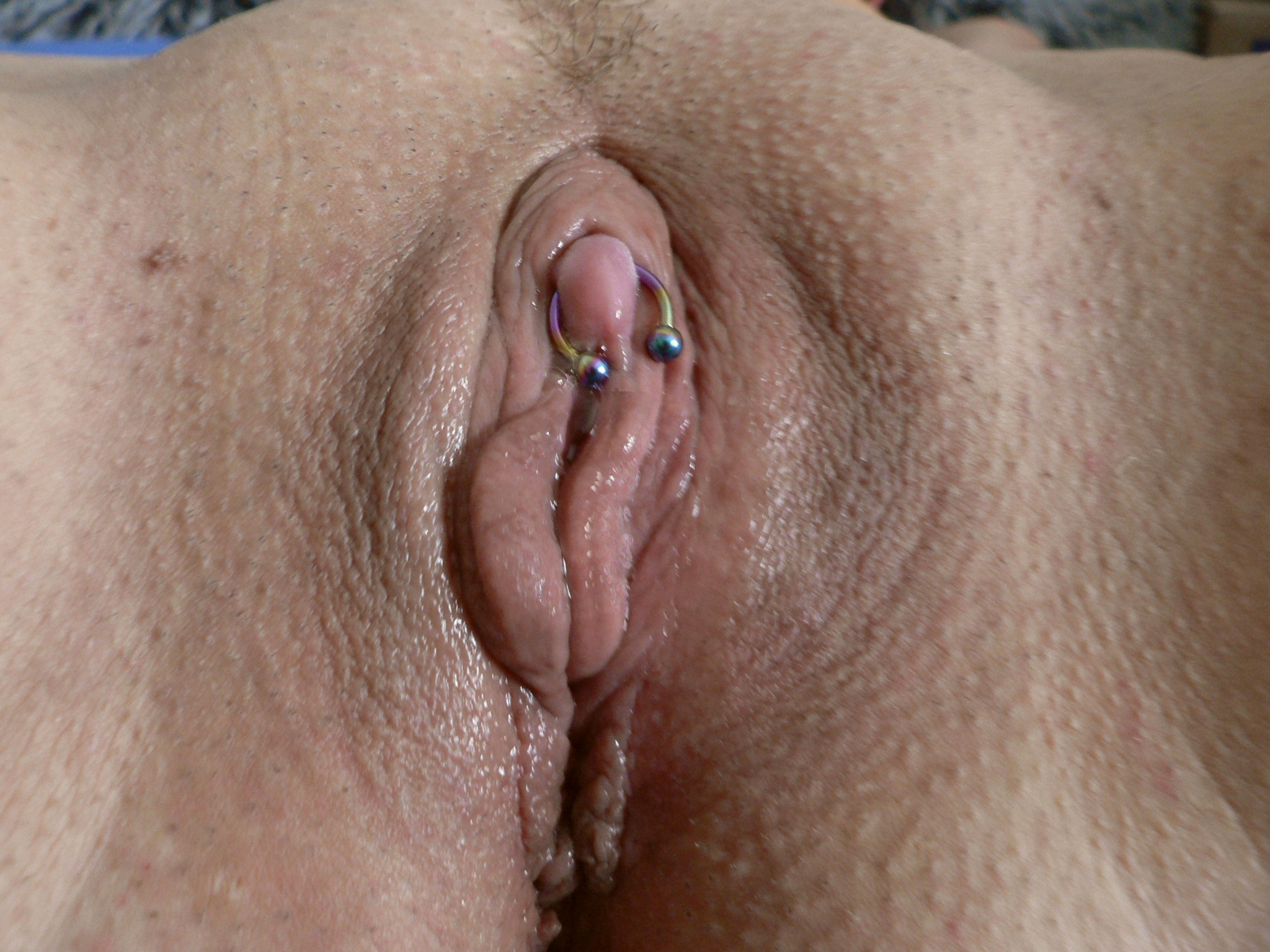
سوراخ‌کاری چوچوله

سوراخ‌کاری کلیتوریس (انگلیسی: Clitoris piercing) نوعی سوراخ‌کاری است که مستقیماً بر روی نوک کلیتوریس انجام می‌پذیرد. این نوع سوراخ‌کاری نسبتاً محبوبیت کمی دارد.

## جواهر
هر دو نوع جواهر حلقه مهره اسیر و وزنه را می‌توان در محل سوراخ شده نصب نمود.